# Grup de l'olivenita
El grup de l'olivenita és un grup de minerals amb fórmula química molt similar. Conté diversos arsenats i fosfats que cristal·litzen en el sistema ortoròmbic o monoclínic.

## Minerals del grup

### Adamita
L'adamita forma una solució sòlida amb l'olivenita, i el membre intermedi, estructuralment diferent, zincolivenita. És el dimorf ortoròmbic de la paradamita.

### Auriacusita
L'auriacusita és l'anàleg Fe3+-O de la zincolivenita. El seu nom deriva del llatí auri (groc daurat) i acus (agulla), en referència al seu color i la morfologia dels seus cristalls.

### Eveïta
Paul Brian Moore va posar el nom d'eveïta a aquest mineral en honor de l'Eva bíblica, en comparació amb la isoestructural adamita. És dimorf de la sarkinita.

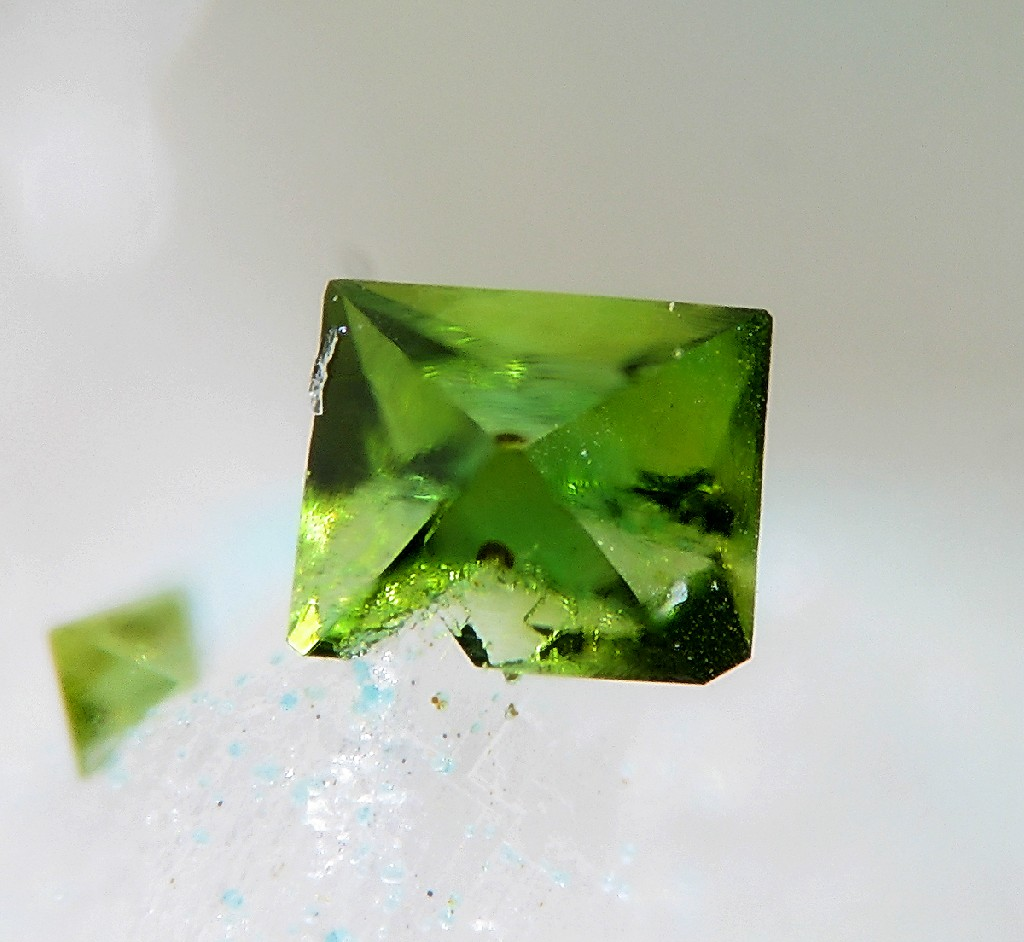
Libethenita

### Libethenita
La libethenita és un mineral isostructural amb l'adamita i l'eveita, i polimorf de la paradamita i la tarbuttita.

### Olivenita
L'olivenita és el mineral que dona el nom al grup. És l'anàleg de coure de l'adamita.

### Paradamita
La paradamita és el dimorf triclínic de l'adamita, i és isoestructural de la tarbuttita. El nom prové de la paraula grega feta servir per "a prop", para-, i adamita en al·lusió a la seva relació polimòrfica amb aquesta espècie.

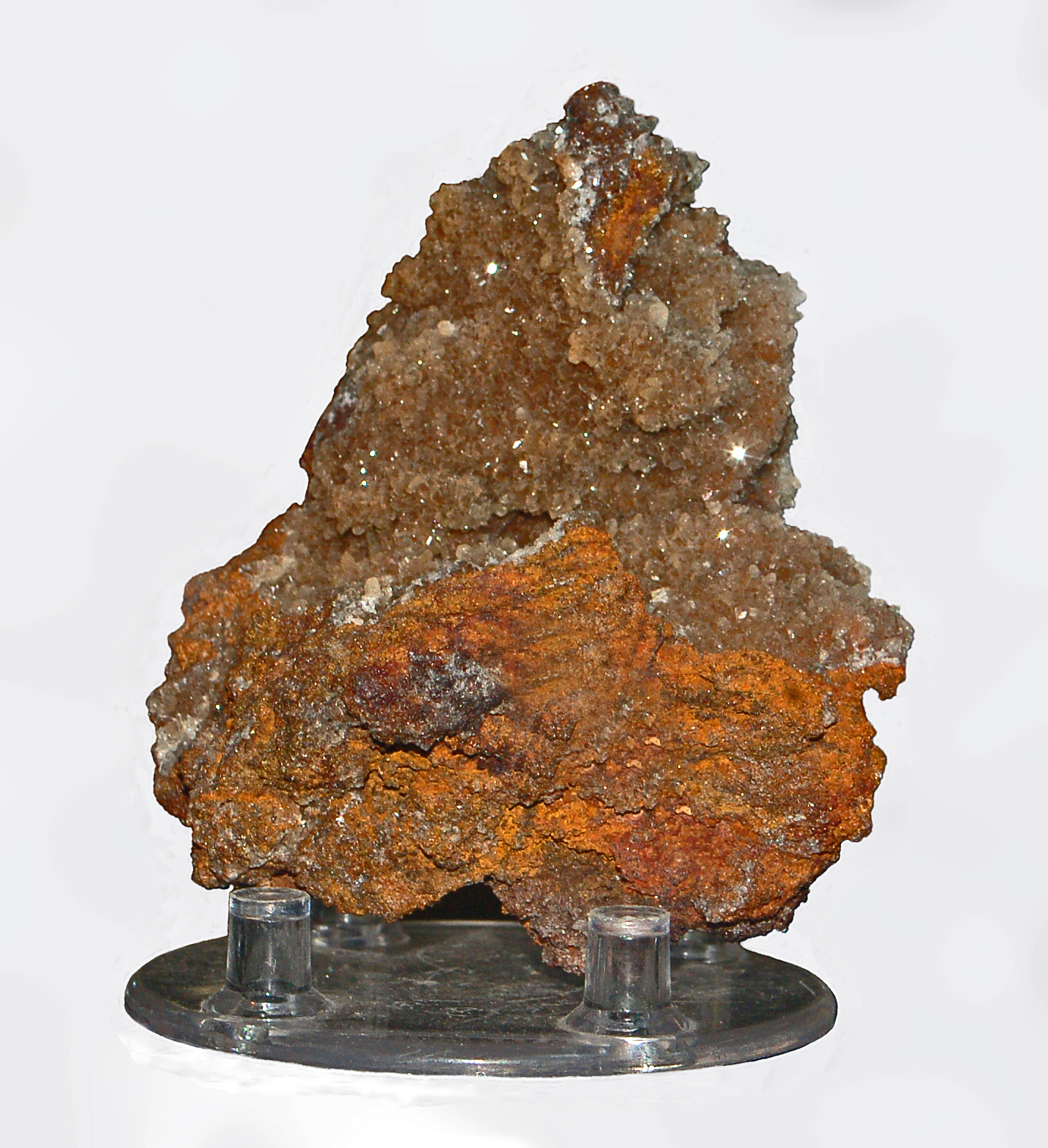
Tarbuttita

### Tarbuttita
La tarbuttita és un rar secundari fosfat de zinc. Rep el seu nom de Percy Coventry Tarbutt, director de la "Broken Hill Exploration Company", la companyia que va recol·lectar el primer exemplar a Kabwe (Zàmbia).

### Zincolibethenita
La zincolibethenita és anàleg de la zincolivenita, i membre intermedi de la sèrie de solució sòlida entre la libethenita i el seu sintètic ortoròmbic Zn₂[OH|PO4], amb una ràtio Zn:Cu de 1:1, ordenant els àtoms de Zn i Cu en dos llocs diferents de l'estructura cristal·lina.

### Zincolivenita
La zincolivenita rep el seu nom per la seva composició química que conté zinc i per la seva relació amb l'olivenita. És membre intermedi de la sèrie de solució sòlida entre l'olivenita i l'adamita, amb una ràtio de Zn:Cu de 1:1.